# Crateromorpha meyeri
Crateromorpha meyeri är en svampdjursart som beskrevs av Gray 1872. Crateromorpha meyeri ingår i släktet Crateromorpha och familjen Rossellidae.

## Underarter
Arten delas in i följande underarter:
- C. m. rugosa
- C. m. meyeri
- C. m. tuberosa
- C. m. corrugata
- C. m. tubulosa